# Área micropolitana de Houghton

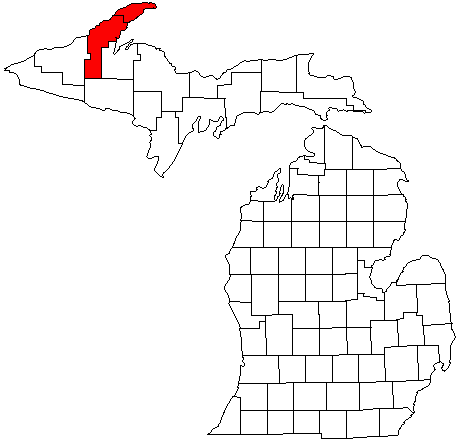
Mapa de Míchigan que el área micropolitana de Houghton.

El Área Micropolitana Estadística de Houghton, tal y como es definido por la Oficina del Censo de los Estados Unidos, es un área consistente en dos condados en la península superior de Míchigan, anclado por la ciudad de Houghton.
A partir del 2000 censo, la μSA tuvo una población de 38,317 (aunque un cálculo del 1 de julio de 2009 sitúa la población en 37,638).

## Condados
- Houghton
- Keweenaw

## Ciudades, pueblos, y municipios

### Ciudades
- Hancock
- Houghton (Ciudad principal)

### Pueblos
- Ahmeek
- Calumet
- Cooper City
- Lake Linden
- Laurium
- South Range

### Municipios
| - Municipio de Adams - Municipio de Allouez - Municipio de Calumet - Municipio de Chassell - Municipio de Duncan - Municipio de Eagle Harbor - Municipio de Elm River - Municipio de Franklin - Municipio de Grant - Municipio de Hancock | - Municipio de Houghton - Municipio de Laird - Municipio de Osceola - Municipio de Portage - Municipio de Quincy - Municipio de Schoolcraft - Municipio de Sherman - Municipio de Stanton - Municipio de Torch Lake |

### Sitios No Incorporados
- Atlantic Mine
- Cooper Harbor
- Dakota Heights
- Dodgeville
- Dollar Bay
- Dreamland
- Eagle River
- Franklin Mine
- Hubbell – Lugar designado por el censo
- Hurontown
- Jacobsville
- Lac La Belle
- Ripley
- Senter

## Demografía
A partir del censo de 2000,  había 38,317 personas, 14,791 casas, y 8,741 familias que rediían dentro del μSA. El censo racial del μSA era 95.49% blancos, 1.10% afroamericanos, 0.51% nativos americanos, 1.69% asiáticos, 0.02% de las islas del Pacífico, 0.17% de otras razas, y 1.02% de dos o más razas. Hispanos o Latinos de cualquier otra raza eran el 0.70% de la población.
Los ingresos medios por hogar en el μSA eran de $28,479, y los ingresios medios por familia eran de $37,697. Los hombres tenían unos ingresos medios de $28,683 frente a los $22,068 de las mujeres. Los ingresos per cápita para el μSA era $15,924.